# George Frans Hooijer

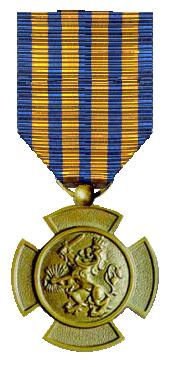
Bronzen Leeuw

George Frans Hooijer (Voorthuizen, 29 juni 1924 – Rotterdam, 12 maart 1945) was een Nederlandse verzetsstrijder tijdens de Tweede Wereldoorlog. Hij werd door het Bureau Inlichtingen (BI), samen met de agent Ben Buunk (1917-1945) in de nacht van 5 op 6 juli 1944, boven Laren, in de provincie Gelderland, geparachuteerd. Hij werd met een ministeriële opdracht naar bezet Nederland gezonden. Hij verzorgde als radiotelegrafist/codist het radiocontact tussen de Groep “Blaauw-Rinus” (B-R), de Groep “Kees” en de Groep “Peggy” en het BI en de Nederlandse regering in Londen. Zijn radiozender werd op 1 december 1944 uitgepeild. Hij werd op 12 maart 1945, als represaille voor de aanslag op enkele SD-agenten, op de Pleinweg in Rotterdam gefusilleerd.

## Engelandvaarder
Hooijer werd in Londen opgeleid tot agent van het Bureau Inlichtingen (BI). Het BI werkte nauw samen met de Engelse Secret Intelligence Service (SIS). Na zijn opleiding tot radiotelegrafist was hij gereed om boven bezet Nederland te worden geparachuteerd.

## Opdracht
Gerrit Jan van Heuven Goedhart, (schuilnaam; Blake), (1901-1956), de minister van Justitie van het oorlogskabinet van minister-president Pieter Sjoerds Gerbrandy (1885-1961) had de “Commissie Blake” ingesteld om in bezet Nederland tot de oprichting van een college van Vertrouwensmannen te komen. Van Heuven Goedhart wilde de Contactcommissie van de illegaliteit, onder voorzitterschap van Willem Drees (1886-1988), snel van het nieuwe Regeringsvoornemen op de hoogte stellen. Om er zeker van te zijn dat het Regeringsvoornemen op de plaats van bestemming zou aankomen koos Van Heuven Goedhart er voor om het document op twee manieren naar bezet Nederland te verzenden. Een regeringstelegram werd op 1 juli 1944 van het ministerie van Justitie in Londen naar Genève overgeseind. Het bericht werd aldaar uitgetypt en op microfilm gefotografeerd om vervolgens met een koerier via de passeurslijn de “Weg A” uit Zwitserland bij de Contactcommissie in Amsterdam te laten bezorgen. Het document werd op 10 juli 1944 in Amsterdam afgeleverd. Voor de tweede manier werd de agent Hooijer door Van Heuven Goedhart in eigen persoon en met door hem verstrekte contactadressen geforceerd en snel voorbereid om zijn missie tot een goed einde te kunnen brengen. Hooijer was dan ook danig onder de indruk en vereerd door het feit dat de keus op hem was gevallen om de zeer geheime opdracht te mogen uitvoeren. Hooijer kreeg de opdracht om de zeer Geheime Regeringsinstructie, die op microfilm was gefotografeerd, bij Jaap le Poole, de contactpersoon van de verzetsgroep “Blaauw-Rinus” (B-R) en de toekomstige secretaris van het College van Vertrouwensmannen, in Amsterdam te bezorgen. Naast deze ministeriële opdracht diende Hooijer het radiocontact te verzorgen tussen de verzetsgroep B-R, de Groep “Kees”  en het BI en de Nederlandse regering in Londen.

## Plaats van tewerkstelling
In de nacht van 5 op 6 juli 1944 werden de agenten Hooijer en Ben Buunk, boven Laren, in de provincie Gelderland geparachuteerd. Na een veilige landing volgden de beide agenten hun bestemming. Ben Buunk was bestemd voor de Radiodienst van de Raad van Verzet. Hij reisde naar zijn aanloopadres in Maarn in de provincie Utrecht om zich in verbinding te stellen met de agent Andreas Wilhelmus Maria Ausems (1904-1955) en de leider van de Raad van Verzet (RVV) Jan Thijssen (1908-1945). Hooijer begaf zich met zijn belangrijke regeringsopdracht naar Amsterdam. In Amsterdam leverde hij bij Jaap le Poole, de contactpersoon van de verzetsgroep B-R en de toekomstige secretaris van het College van Vertrouwensmannen de 'zeer geheime regeringsinstructie' van de minister van Justitie af.

### De verzetsgroepen “Blaauw-Rinus”, “Kees” en “Peggy”
Via Le Poole kreeg Hooijer in Amsterdam een onderduikadres. Hij richtte een seinpost in en hij verzorgde samen met Le Poole, als radiotelegrafist/codist, het radiocontact tussen het toekomstige College van Vertrouwensmannen en het BI en de Nederlandse regering in Londen. In de periode juli tot eind november 1944 richtte Hooijer in Amsterdam en Rotterdam diverse seinposten in. De seinposten werden geïnstalleerd en begeleid door Le Poole van de verzetsgroep B-R. Naast het werk voor Le Poole seinde hij de inlichtingen naar het BI door die hem door F.K.(“Pitty”) Beukema toe Water van de Groep Kees en door Hans de Koster van de Groep “Peggy” werden aangeleverd. Tijdens zijn radiocontacten met het BI maakte Hooijer gebruik van de codenamen; Bernard, Lijsterbes en Arie Kooyman. Tijdens zijn contacten in “het veld” gebruikte hij de schuilnaam; K.G. van Hemert.

### Frans Dijckmeester
Hooijer kweet zich van zijn taak die hem door minister Van Heuven Goedhart persoonlijk was opgedragen. Tijdens zijn verblijf in Amsterdam wist Hooijer niet dat een andere collega agent van het BI, Frans Theodoor Dijckmeester (1917-2003), met een regeringsopdracht om het Nederlands verzet te coördineren, in Amsterdam werkzaam was. Op zijn beurt bleef Frans Dijckmeester in de maanden juli augustus 1944 over het bestaan van de agent Hooijer in het ongewisse verkeren. De majoor Jan Marginus Somer, het hoofd van het BI, kon aan deze “dubbele” situatie niets veranderen. Hij diende de richtlijnen van de nieuwe minister van Justitie te volgen.

## Arrestatie
Door de radiotelegrafische verbinding tussen het college van Vertrouwensmannen en de Nederlandse regering in Londen legde Hooijer mede de grondslag voor het feit, dat het onderling in gedachten afwijkende Nederlands verzet, ten slotte centraal gebundeld werd.
Op 1 december 1944 werd de radiozender van Hooijer door de SD uitgepeild. Hij werd gevangengenomen, na verhoor gevangengezet in het Oranjehotel in Scheveningen en op 12 maart 1945, in het openbaar, als represaille voor de aanslag op een aantal Rotterdamse SD-agenten, op de Pleinweg in Rotterdam gefusilleerd.

## Onderscheidingen
- Kruis van Verdienste, 9 juni 1944 (citaat dagboek: "Van Koningin gekregen").
- De Bronzen Leeuw, KB nr.27 van 14 december 1949 (postuum toegekend).

## Dagboek
Hooijer hield een dagboek bij dat door zijn neef in Groningen werd bewaard. In augustus 2017 werd het bij een inbraak gestolen.